# Kolonia Wojnicka
Kolonia Wojnicka – kolonia w Polsce położona w województwie warmińsko-mazurskim, w powiecie braniewskim, w gminie Pieniężno. Miejscowość wchodzi w skład sołectwa Wojnity.
W latach 1975–1998 miejscowość administracyjnie należała do województwa elbląskiego. Osada znajduje się w historycznym regionie Warmia.